# Łysa Góra (Beskid Orawsko-Podhalański)
Łysa Góra (808 m) – szczyt na Pogórzu Orawsko-Jordanowskim (w regionalizacji fizycznogeograficznej Polski według Jerzego Kondrackiego w Beskidzie Orawsko-Podhalańskim). Znajduje się w długim grzbiecie, którym biegnie Wielki Europejski Dział Wodny między zlewiskami Bałtyku i Morza Czarnego i dawna granica polsko-węgierska. Łysa Góra znajduje się w tym grzbiecie pomiędzy Leszczakiem a Przełęczą Spytkowicką, bliżej tej ostatniej. Południowo-zachodnie stoki Łysej Góry opadają do doliny potoku Podsarnianka w miejscowości Podsarnie (zlewisko Morza Czarnego), północno-wschodnie do doliny Niedorowskiego Potoku (zlewisko Bałtyku). Stoki opadające do miejscowości Podsarnie są praktycznie bezleśne, stoki opadające do doliny Niedarowskiego Potoku są całkowicie porośnięte lasem. Grzbietem Łysej Góry prowadzi znakowany szlak turystyczny. Odcinek między Łysą Górą a Leszczakiem biegnie lasem lub fragmentami polan i jest to niemal poziomy, nieco tylko falujący grzbiet górski. Z wielu jego miejsc otwierają się panoramy widokowe. Dobrym punktem widokowym jest również odcinek tego szlaku na północnych stokach Łysej Góry (w kierunku Przełęczy Spytkowickiej). Z pól otwiera się tutaj widok na Babią Górę, całe Pasmo Policy, widoczny jest także Luboń Wielki i część Gorców.
Przez Łysą Górę biegnie granica między miejscowością Podsarnie (stoki południowo-zachodnie) i Spytkowice (stoki północno-wschodnie) – obydwie w województwie małopolskim, w powiecie nowotarskim.
Szlak turystyczny
 Przełęcz Spytkowicka – Łysa Góra – Leszczak – przełęcz Nad Harkabuzem – Żeleźnica – przełęcz Pod Żeleźnicą. Czas przejścia 3 h.